# Jacques Faublée
Jacques Faublée, né à Saint-Quentin - Aisne le 24 mars 1912 et mort le 10 août 2003 à Paris) est un linguiste et un ethnographe français. 

## Biographie
Après des études secondaires dans sa ville natale, il commença en 1932 des études à l’Ecole des Langues Orientales en guèze et amharique et à l’Ecole du Louvre en archéologie pré- et protohistorique. Parallèlement, en 1933, il entre comme bénévole au Musée d’Ethnographie du Trocadéro (qui deviendra le Musée de l’Homme) où il restera jusqu’en 1949 et suit alors les cours de Marcel Mauss obtenant le certificat d’ethnologie, puis ceux d’histoire des religions et de sociologie. Il se rend sur le terrain et rejoint à plusieurs reprises, dans le massif des Aurès de l’est algérien, entre 1935 et 1937, la mission Thérèse Rivière et Germaine Tillion. Très vite, Paul Rivet, directeur du Musée d’Ethnographie, lui confie la gestion des collections de Madagascar et en 1934 il met en place la première exposition permanente sur Madagascar. Il s’inscrit alors à l’Ecole des Langues Orientales pour y préparer les diplômes de malgache et de malais (1936). En 1938, il part en mission pour trois ans au Sud de Madagascar chez les Bara de l’intérieur afin de dresser une monographie de ce groupe. En 1943, il devient chargé de cours de malgache à l’Ecole des Langues Orientales puis est titularisé professeur en 1955. 
Son séjour chez les Bara lui permet l’élaboration de son mémoire de l’Ecole Pratique des Hautes Etudes, Les Récits Bara publié à l’Institut d’Ethnologie (1945), puis de sa thèse de doctorat ès-lettres, laquelle fait l’objet d’une édition partielle sous la forme de deux ouvrages parus aux Presses Universitaires de France en 1954 (La cohésion des sociétés bara et Les esprits de la vie à Madagascar).  
Jacques Faublée a également séjourné chez les Vezo, les Antambahoaka et les Antemoro en 1948, 1956, 1958 et en 1965. 
Comme ethnographe et muséologue, il publie L'Ethnographie de Madagascar. En qualité de linguiste et enseignant de malgache, il publie deux manuels : en 1946 une Introduction au malgache aux Éditions Maisonneuve et en 1953 un Abrégé de malgache, un polycopié de 72 pages. 
Dans tous ses travaux, plutôt que la graphie habituelle et officielle il a préféré une notation phonétique (pas de y pour le i final, dz pour le j et u pour le o) 
Il enseigna le malgache à l'INALCO pendant 37 ans et prit sa retraite en octobre 1980. 
Il eut pour élèves de grands malgachisants comme Louis Molet, Jacques Dez, Pierre Vérin (qui lui succéda jusqu'en 2003), Bakoly et Jean-Pierre Domenichini, Suzy Ramamonjisoa, Noël Gueunier.
Dans son enseignement, il a été assisté successivement par les répétiteurs Fred Rahanivoson (1947-1954), Aimée Raseta-Ravelomanantsoa (1954-1955), Martin Ramanoelina (1955-1963), Bakoly Domenichini-Ramiaramanana (1963-1965), Andrianjafimbahoaka (1965-1967), Ignace Rakoto (1967-1969) et Jeannette Randriambeloma (1969-1980). 
Jacques Faublée appartenait à plusieurs sociétés savantes :  Académie malgache, Académie des sciences d'outre-mer, Société des Africanistes, Société de Linguistique de Paris et Société des Océanistes dont il était membre régulier jusqu’à sa disparition en août 2003.